# سجم
سِجَم نام گونه‌ای تخت حصیرپوش است و در روستاهایی که خانه‌ای وجود ندارد مکانی اصلی برای زندگی است. سجم در دهستان کوخرد شهرستان بستک در غرب استان هرمزگان در جنوب ایران یافت می‌شود و مورد استفادهٔ مردم برای زندگی و دامدارانی که در حاشیه روستاها و شهرها ساکن هستند و بیشتر وقت خود را در صحرا می‌گذرانند، قرار می‌گیرد.

## نحوهٔ استفاده
سجم مانند کپر اما کمی کوچک‌تر است و سقفی نیز دارد که برای خوابیدن در شب تابستانی به روی آن مناسب است. سقف آن نیز از تَنه کُنده نخل که به لهجه محلی مُواه می‌نامند درست می‌شود. در زمان قدیم مردم روستاهای هرمزگان همچون روستاهای بخش کوخرد به پشت رودخانه‌ها که نخلستان بود می‌رفتند و مدت سه ماه فصل تابستان و گرما را در آنجا می‌گذراندند، و پس از سپری شدن تابستان به ولایت خود برمی‌گشتند. از این رو ناچار بودند دام‌های محلی خود نیز همراه ببرند و چون اکثر موقع‌ها شب را در صحرا و بیابان به سر می‌بردند نیاز به مکان و جایی برای حفاظت دامهای خود داشتند که از حمله گرگ و شغال در امان باشند، بنابراین از شاخ‌های درخت خاردار مانند سُمر و سَلمَ و کُنار و همچنین شاخه‌های نخل برای ساخت مکان امنی برای دام‌های خود بهره می‌گرفتند.